# Alte Gerberei (Bensheim)

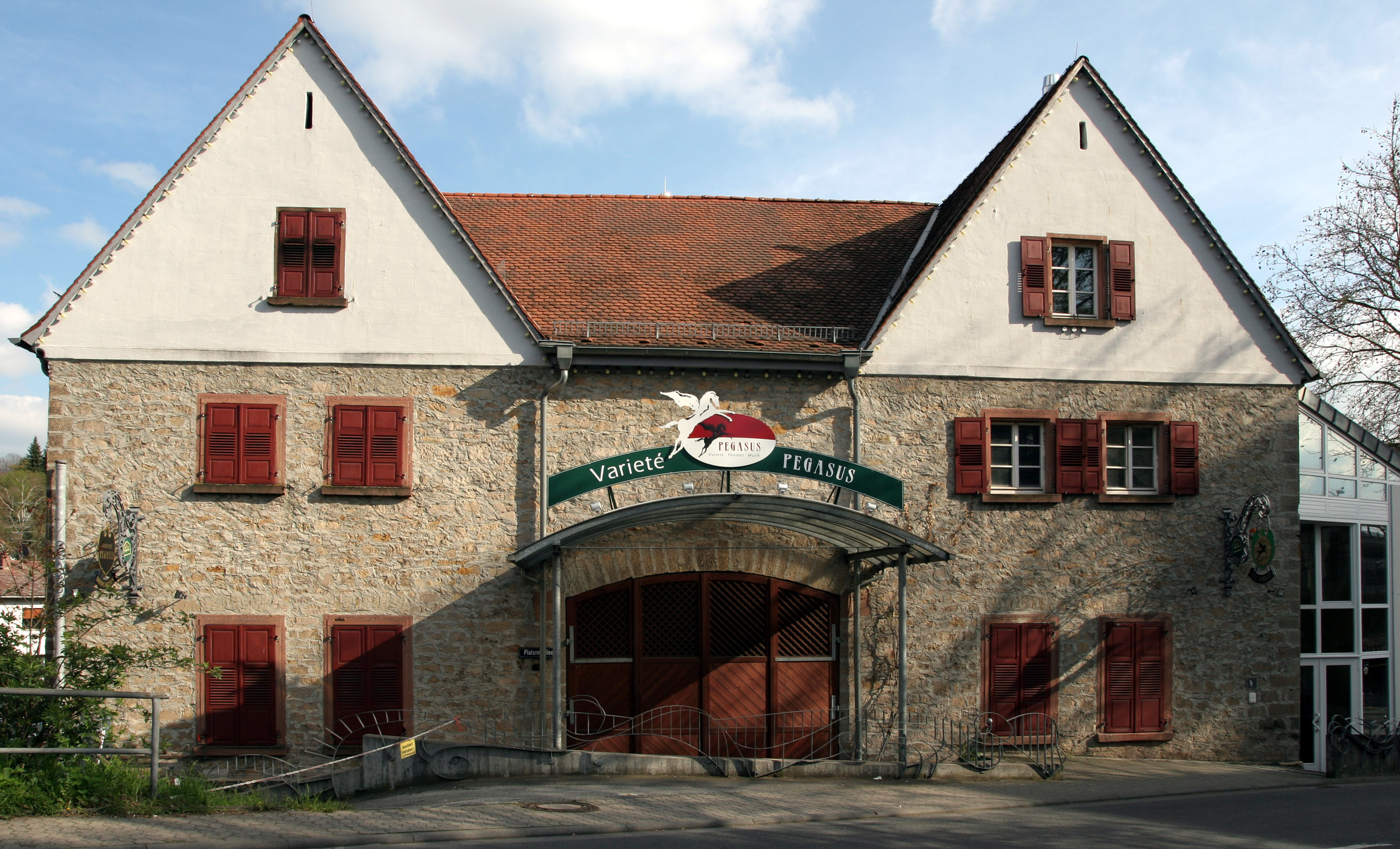
Die Alte Gerberei (Nordseite)

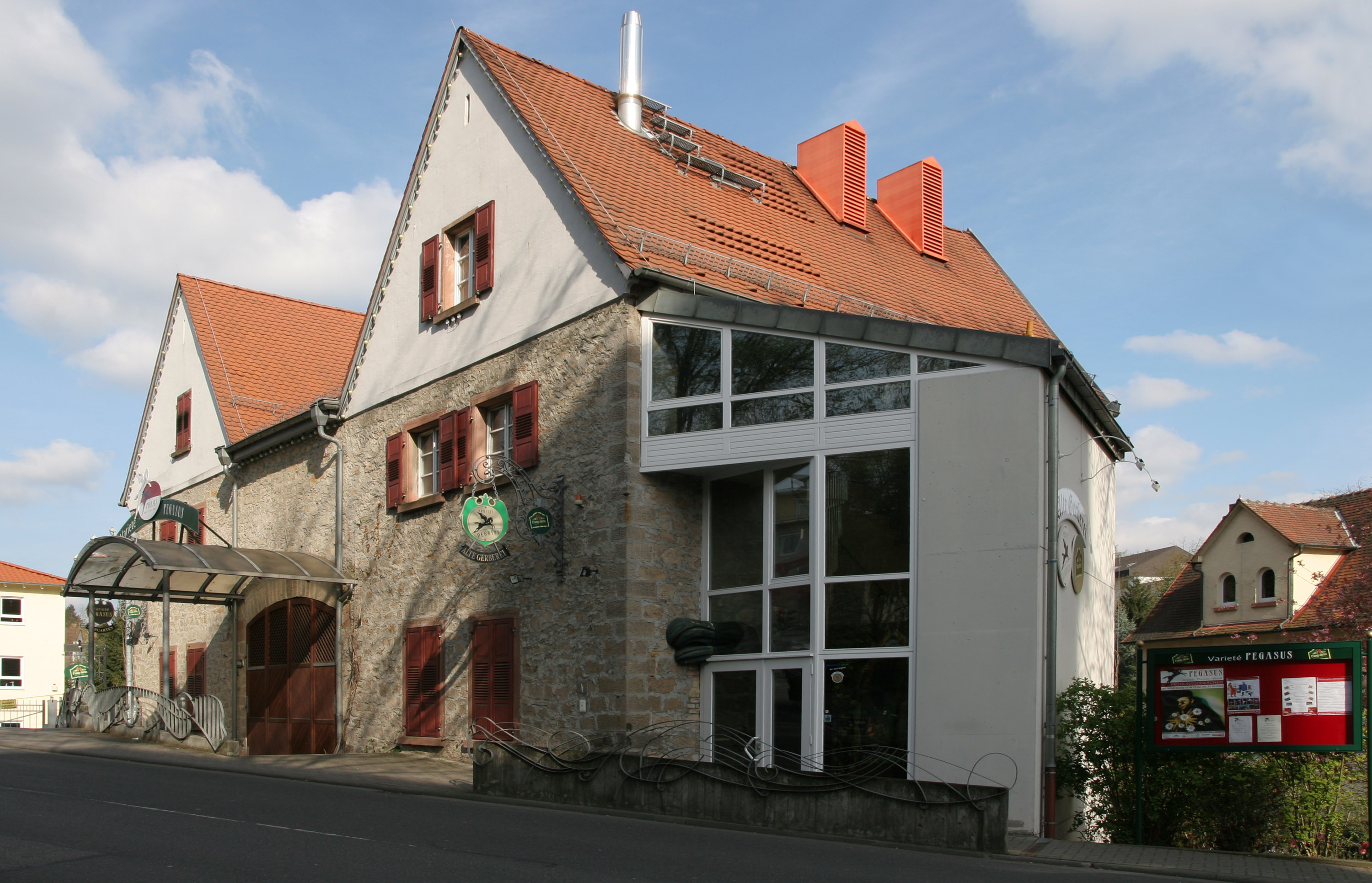
Die Alte Gerberei (Nordwestseite)

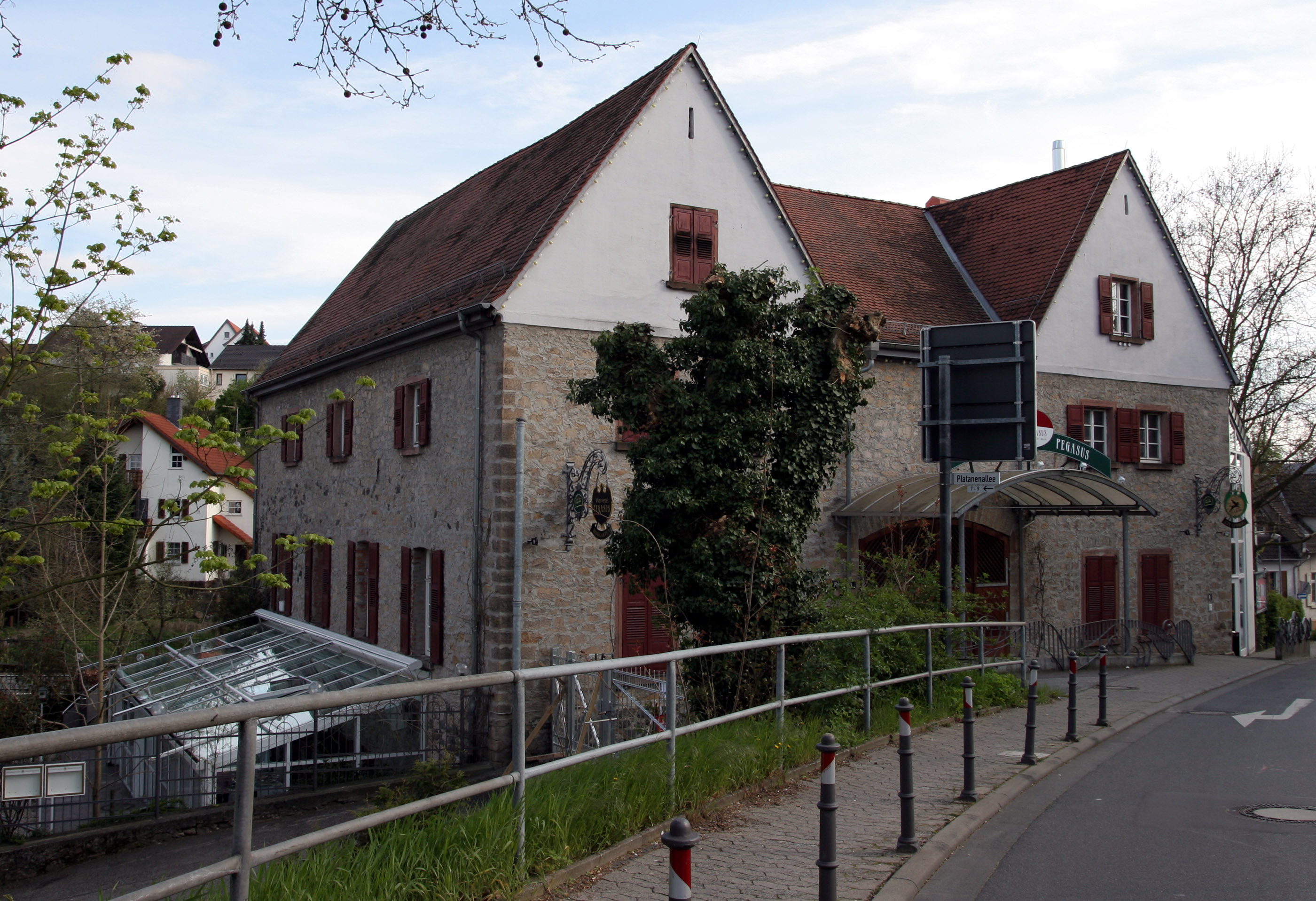
Die Alte Gerberei (Nordostseite)

Die Alte Gerberei ist ein unter Denkmalschutz stehendes Kulturdenkmal in Bensheim an der Bergstraße.

## Geschichtliches
Der Bensheimer Rotgerber Philipp Franz Müller ließ 1873 das Gebäude erbauen. Das östlich der St. Georgskirche stehende Gebäude liegt unmittelbar an der Lauter und diente bis 1915 als Gerberei und Lager, für die zum Rotgerben (Gerben mit pflanzlichen Stoffen) benötigten Rinden. Danach wurde es an die großherzogliche Weinbaudomäne verkauft und ging nach Ende des Ersten Weltkriegs an die Staatsweingüter über. Bis Anfang der 1990er Jahre diente das Gebäude als Wein- und Gerätelager, anfänglich auch als Wohnung. 1995 wurde das Gebäude komplett durch die Stadt Bensheim saniert. Von 1996 bis 2023 wurden die Räumlichkeiten für kulturelle Zwecke (Varieté Pegasus) genutzt. In den Kellerräumen war ein Restaurant untergebracht.

## Gegenwart
Ab Sommer 2025 soll die Alte Gerberei als vorübergehender Standort für die Stadtbibliothek genutzt werden.

## Aufbau und Bedeutung
Die Alte Gerberei wurde mit unregelmäßigen Granitsteinen errichtet. Die Ecken und Kanten werden von bearbeiteten Sandsteinquadern gebildet. Das Dach des Gebäudes wird aus zwei hohen, parallel gestellten, Satteldachbauten gebildet. Der Mittelbau hat einen Stichbogen als Einfahrt. Die Fensteröffnungen wurden mit Sandsteingewänden eingefasst. Als eindrucksvolles Bauwerk des in Bensheim einst traditionsreichen – heute ausgestorbenen – Rotgerberhandwerk, hat die Alte Gerberei eine besondere wirtschaftsgeschichtliche Bedeutung.